# Knut Anders Sørum

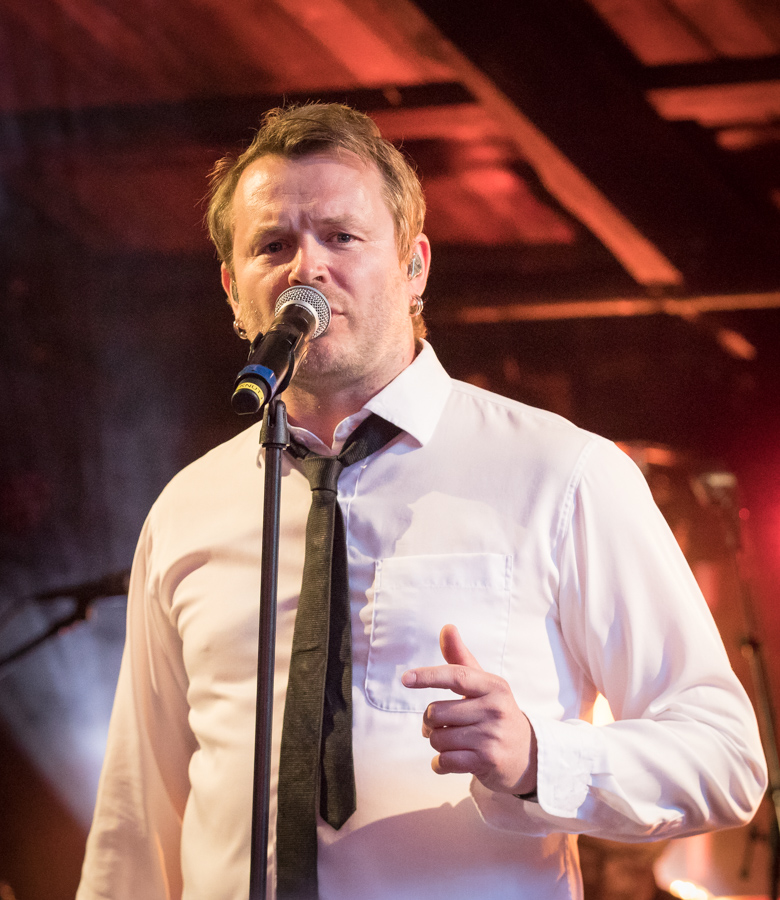
Knut Anders Sørum (2017)

Knut Anders Sørum ist ein norwegischer Sänger aus Østre Toten. Er vertrat sein Land beim Eurovision Song Contest 2004. Zudem ist er Keyboarder und Sänger der christlichen Black-Metal-Band „Vardøger“.

## Leben und Wirken
Sørum gewann im Jahre 2004 die norwegische Vorentscheidung zum Eurovision Song Contest, den Melodi Grand Prix mit der Pop-Ballade High. In Istanbul (Türkei) trat er als dritter Act des Finales auf, nach Tie-Break aus Österreich und vor Jonatan Cerrada aus Frankreich. Er erreichte den 24. Platz aus 24 Teilnehmern, also den letzten Platz. Alle seine drei Punkte kamen aus Schweden.
2016 gewann er die norwegische Musiksendung Stjernekamp des öffentlich-rechtlichen Senders Norsk rikskringkasting (NRK).

## Diskografie

### Alben
| Jahr | Titel     | Höchstplatzierung, Gesamtwochen, AuszeichnungChartsChartplatzierungen (Jahr, Titel, Platzierungen, Wochen, Auszeichnungen, Anmerkungen) | Anmerkungen |
| Jahr | Titel     | NO | Anmerkungen |
| ---- | --------- | --- | ----------- |
| 2010 | Prøysen   | NO12 (2 Wo.)NO |             |
| 2013 | Ting flyt | NO5 (4 Wo.)NO |             |

### Singles
| Jahr | Titel Album | Höchstplatzierung, Gesamtwochen, AuszeichnungChartsChartplatzierungen (Jahr, Titel, Album, Platzierungen, Wochen, Auszeichnungen, Anmerkungen) | Anmerkungen |
| Jahr | Titel Album | NO | Anmerkungen |
| ---- | ----------- | --- | ----------- |
| 2004 | HigH –      | NO20 (1 Wo.)NO |             |